# Sillaro
Il Sìllaro (Sèlar in romagnolo, Séller in dialetto bolognese, presso i romani noto come Sillarus) è un torrente dell'Emilia-Romagna, affluente del Reno, che scorre nel territorio di diverse province: la sorgente e i primi 4 km sono nella città metropolitana di Firenze, poi la gran parte del suo corso è nella città metropolitana di Bologna; dopo aver percorso 1 km nei comuni di Massa Lombarda e Conselice (provincia di Ravenna), gli ultimi 6,5 km sono nel comune di Argenta (provincia di Ferrara). Svolge anche la funzione di collettore raccogliacque di molti altri torrenti, e il suo corso rappresenta inoltre il confine storico-geografico fra Emilia e Romagna.

## Corso

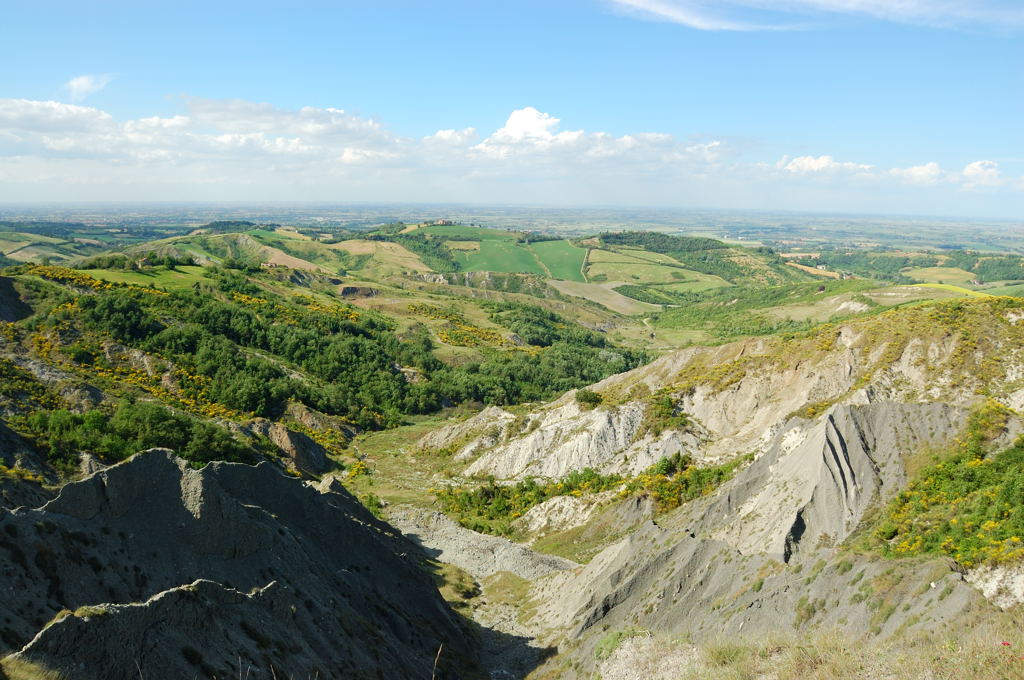
La valle del Sillaro verso la Pianura padana

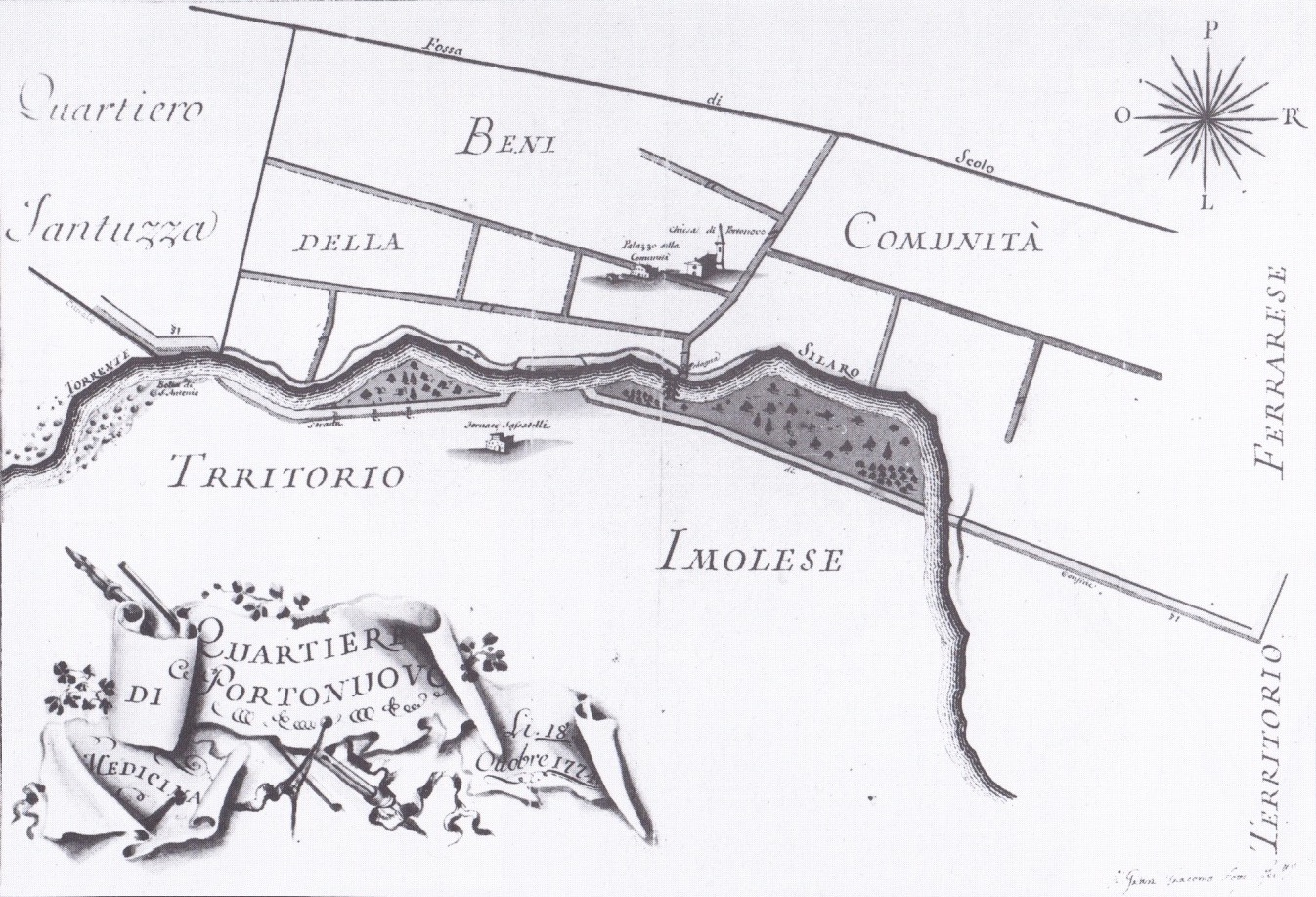
Il Sillaro vicino a Portonovo di Medicina (1774). È già visibile l'attuale confine tra Imola e Medicina, che corrisponde alle due strade che si notano al centro.

Nasce ai piedi del monte Tre Poggioli (966 m.s.l.m.), nel comune di Firenzuola. Dopo pochi chilometri entra in Emilia-Romagna presso Giugnola (frazione divisa tra i comuni di Firenzuola e Castel del Rio) e percorre una valle caratterizzata da formazioni calanchifere.
Nel tratto medio appenninico riceve da destra il torrente Acquabona mentre da sinistra due piccoli ma impetuosi rii, il rio Sassuno e il rio Ronco, entrambi nati nel complesso montuoso di Monte Grande.
Costeggia la città di Castel San Pietro Terme: qui si distacca dal torrente il Canale di Medicina. Nel suo tratto pianeggiante il Sillaro riceve da destra, nei pressi di Castel Guelfo di Bologna, i suoi due principali affluenti, ossia il rio Sabbioso e il torrente Sellustra.
Successivamente bagna Sesto Imolese ed entra per un breve tratto nel comune di Conselice, in provincia di Ravenna. Da qui, deviato in un alveo artificiale in seguito ai lavori di bonifica in epoca moderna, si dirige verso nord ed entra nel territorio del comune di Argenta, in provincia di Ferrara. Il suo corso da questo momento segna il confine tra le province di Ravenna e di Ferrara, nella quale il Sillaro diventa parte delle Valli di Campotto (una sezione staccata del Parco regionale del Delta del Po), andando ad alimentare, con le sue acque in eccesso, la Cassa di espansione di Valle Santa. Poco dopo aver lambito la sua cassa di colmata, conclude il suo corso (66 km) confluendo da destra nel fiume Reno in località La Bastia, fra Lavezzola e San Biagio di Argenta; la sua confluenza avviene praticamente insieme con quella del torrente Idice, anch'esso affluente del Reno.
Nel maggio 2023 il Sillaro è esondato più volte: è uno degli oltre 20 corsi d'acqua che hanno causato l'alluvione dell'Emilia-Romagna.